# 新科斯強季尼夫卡 (諾維布格區)
47°38′11″N 32°44′31″E / 47.63639°N 32.74194°E
新科斯強季尼夫卡（烏克蘭語：Новокостянтинівка），是烏克蘭南部的村莊，隸屬尼古拉耶夫州的巴什坦卡區。該村面積0.79平方公里，海拔高度93米，2001年人口137，人口密度每平方公里173.4人。